# Dubna 48K
El Dubna 48K es un ordenador soviético clónico del ZX Spectrum. Basado en un microprocesador compatible con el Zilog Z80 que trabaja a 1.875 MHz, su producción y venta datan de 1991. Su nombre procede de la localidad de Dubná, cercana a Moscú, donde fue fabricado, y "48K" significa 48 kibibytes de memoria RAM.

## Detalles técnicos
- CPU: 1.875 MHz, 8-bit
- RAM: 48 kibibytes (KiB) en 16 chips en serie tipo KR565
- ROM: 16 KiB
- Resolución: 256×192 píxeles, o 24 filas de 32 caracteres
- Número de colores: 8 colores en dos modos de brillo
- Puerto RS-232
- Unidad de alimentación: 5V, 1.7 A
- Dimensiones: 52×320×255